# Stop! Dimentica
Stop! Dimentica è un singolo del cantautore italiano Tiziano Ferro, pubblicato il 12 maggio 2006 come primo estratto dal terzo album in studio Nessuno è solo.

## Descrizione
Il testo descrive la voglia di dimenticare, di gettarsi il passato alle spalle. L'autore ha però spiegato che si tratta di una provocazione al contrario: secondo lui, infatti, è inutile dimenticare e lui stesso è il primo a non riuscire a farlo.
La canzone viene tradotta in lingua spagnola con il titolo Stop! Olvídate.

## Video musicale
Il video, diretto da Antti Jokinen e girato a Sofia, vede Ferro con le spalle al muro e con la luce negli occhi che crea interessanti giochi di luci ed ombre. Si alternano a queste immagini veloci sequenze di un bambino che perde una biglia nell'acqua e corre in un cantiere per ritrovarla. Inoltre è possibile intravedere una ragazza, che appare nella stessa posizione del cantante. Sul finale compaiono nel video delle formule matematiche.

## Tracce
CD singolo
1. Stop! Dimentica – 3:46
2. Stop! Olvídate – 3:46

CD maxi-singolo
1. Stop! Dimentica – 3:46
2. Stop! Dimentica (Melodica Dimentica Remix) – 7:36
3. Stop! Dimentica (Melodica Edit Remix) – 4:16
4. Stop! Olvídate – 3:46

12"
- Lato A

1. Stop! Dimentica (Melodica Dimentica Remix) – 7:36

- Lato B

1. Stop! Dimentica (Melodica Edit Remix) – 4:16
2. Stop! Dimentica – 3:46

CD singolo – Stop! Olvídate
1. Stop! Olvídate – 3:46
2. Stop! Olvídate (Melodica Dimentica Remix) – 7:36
3. Stop! Olvídate (Melodica Edit Remix) – 4:16
4. Stop! Dimentica – 3:46

## Successo commerciale
Stop! Dimentica ha ottenuto un buon successo in alcuni paesi dell'Europa, giungendo in vetta alle classifiche austriaca e italiana (dove ha dominato anche la classifica airplay) e terzo in quella svizzera.

## Classifiche

### Classifiche settimanali
| Classifica (2006) | Posizione massima |
| ----------------- | ----------------- |
| Argentina         | 13                |
| Austria           | 1                 |
| Belgio (Vallonia) | 14                |
| Germania          | 50                |
| Italia            | 1                 |
| Spagna            | 10                |
| Svizzera          | 3                 |

### Classifiche di fine anno
| Classifica (2006) | Posizione |
| ----------------- | --------- |
| Austria           | 7         |
| Belgio (Vallonia) | 51        |
| Italia            | 23        |
| Svizzera          | 13        |